# ملين الأقمشة

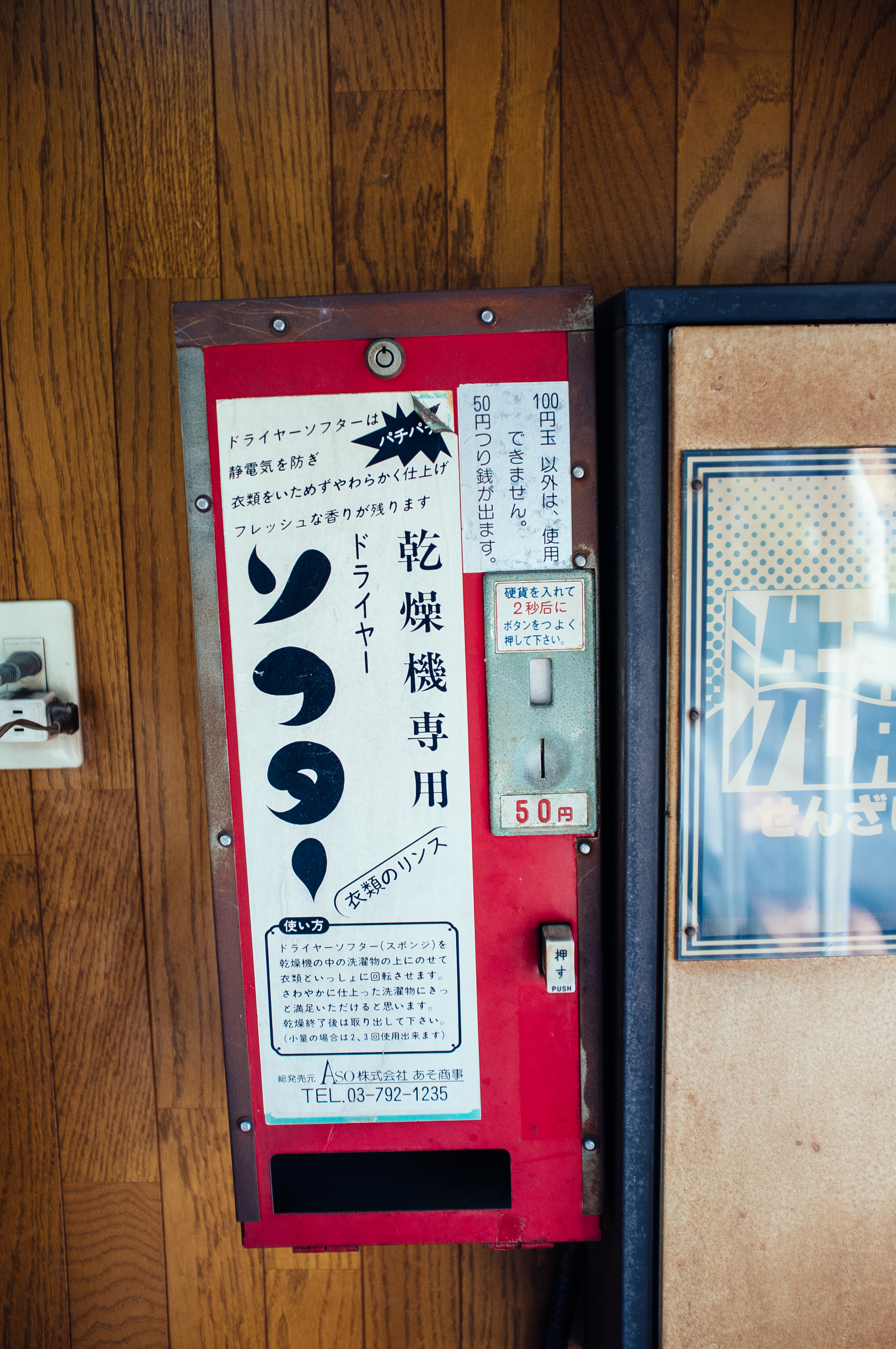
سوفتا

ملين الأقمشة هو مرطب يتم تطبيقه عادةً على الغسيل أثناء دورة الشطف في الغسالة لتقليل خشونة الملابس التي يتم تجفيفها في الهواء بعد غسلها في الغسالة، على عكس منظفات الغسيل التي تزيد خشونة الملابس، يمكن اعتبار ملينات الأقمشة كنوع من الإضافات لتحسين نتائج عملية الغسيل.
آلية العمل
ينتج عن وضع الغسيل في الغسالة ضغطًا ميكانيكيًا كبيرًا على المنسوجات، وخاصة الألياف الطبيعية مثل القطن والصوف. يتم سحق الألياف الموجودة على سطح القماش وتآكلها، وتتصلب هذه الأقمشة أثناء تجفيف الغسيل في الهواء لاحقاً، مما يجعل الغسيل خشنًا. تؤدي إضافة ملين الأقمشة السائل أثناء الشطف النهائي (ملين دورة الشطف) إلى الحصول على ملابس أكثر نعومة.
```
في الولايات المتحدة والمملكة المتحدة، يتم تجفيف الملابس غالبًا في مجففات ميكانيكية، مما يؤثر على عملية التليين. تُستخدم منعمات الأقمشة في الولايات المتحدة والمملكة المتحدة لإضفاء خصائص مضادة للكهرباء الساكنة ورائحة لطيفة للغسيل. عادة ما تكون منعمات الأقمشة إما في شكل سائل يضاف إلى الغسالة أثناء دورة الشطف (عن طريق الغسالة نفسها)، ويمكن إضافة منعمات الأقمشة السائلة يدويًا أثناء دورة الشطف أو تلقائيًا إذا كان الجهاز يحتوي على موزع مصمم لهذا الغرض. يمكن أيضًا سكب منعمات الأقمشة السائلة على قطعة من الغسيل لتجفيفها، مثل قطعة قماش، وسيتم توزيعها عند تقليب الغسيل بالداخل.
```

```
تقوم منعمات الأقمشة بتغطية سطح القماش بمركبات كيميائية مشحونة كهربائيًا، مما يؤدي إلى «ثبات» الخيوط على سطح القماش وبالتالي إضفاء ملمس أكثر نعومة ورقة. ترتبط الملينات الكاتيونية عن طريق الجذب الكهروستاتيكي بالمجموعات سالبة الشحنة على سطح الألياف وتحييد شحنتها. ثم تصطف السلاسل الأليفاتية الطويلة نحو السطح الخارجي للألياف، مما يضفي لها تزييتًا.
```

تضفي ملينات الأقمشة خصائص مضادة للكهرباء الساكنة على الأقمشة، وبالتالي تمنع تراكم الشحنات الكهروستاتيكية على الألياف الاصطناعية، والتي بدورها تزيل التصاق النسيج أثناء الغسيل. تعمل ملينات الأقمشة على تسهيل كي الأقمشة وتساعد على تقليل التجاعيد في الملابس. بالإضافة إلى ذلك، فهي تقلل من أوقات التجفيف بحيث يتم توفير الطاقة عند تجفيف الغسيل المُليّن. بالإضافة إلى ذلك، يمكنهم أيضًا إضفاء رائحة لطيفة على الغسيل.